# Dipartimento del Tagliamento

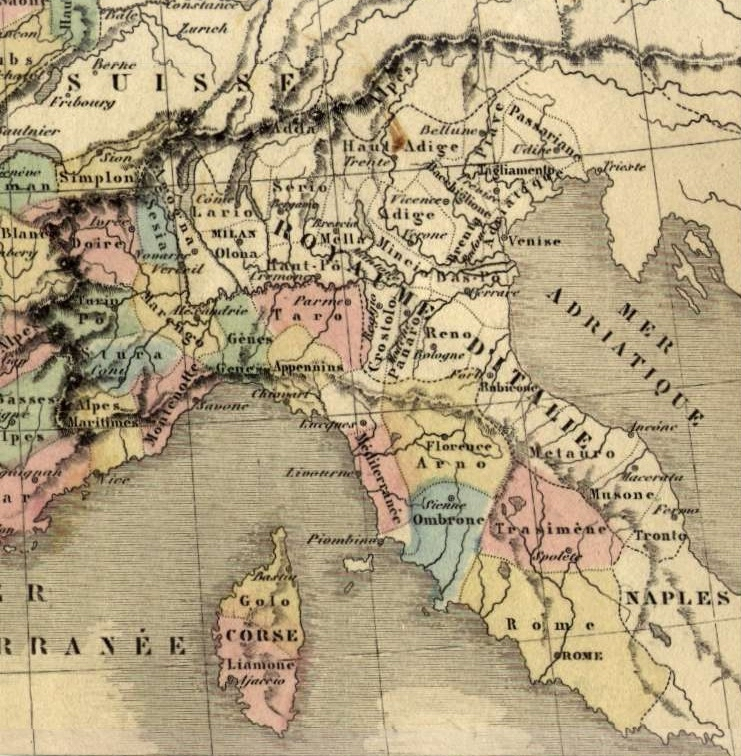
L'Italia durante l'egemonia napoleonica. Nella carta francese compare la denominazione Tagliamento

Il dipartimento del Tagliamento fu un dipartimento del Regno d'Italia dal 1806 al 1814. Prendeva il nome dal fiume Tagliamento e aveva come capoluogo Treviso.
Il dipartimento fu creato dopo l'annessione del 1º maggio 1806 da parte del Regno d'Italia di Venezia e delle sue dipendenze (Istria e Dalmazia). Il 22 dicembre 1807 i suoi confini furono modificati, cedendo i cantoni di Bassano e Castelfranco al Bacchiglione, ma ottenendo Pordenone e Spilimbergo da Passariano. Col passaggio del Veneto all'Austria nel 1814, fu tramutato nella Provincia di Treviso.

## Suddivisione amministrativa

### Distretto I di  Treviso
- cantone I di  Treviso
- cantone II di  Montebelluna
  - Cornuda, Fossalunga[1], Montebelluna[2], Pederobba, Selva[3], Trevignano

### Distretto II di  Conegliano
- cantone I di  Conegliano
  - Codognè, Conegliano[4], Francenigo[5], Mareno, Orsago, San Fior di Sopra[6], San Pietro di Feletto[7], Susegana, Vazzola
- cantone II di  Oderzo
  - Mansuè, Oderzo[8], Ponte di Piave, Portobuffolé[9], Salgareda, San Polo[10]
- cantone III di  Motta
  - Cessalto, Chiarano, Gorgo, Meduna, Motta

### Distretto III di  Ceneda
- cantone I di  Ceneda
  - Ceneda[11], Cison, Cordignano, Follina-Maren, Pieve di Soligo, Tarzo[12]
- cantone II di  Serravalle
  - Fregona[13], Sarmede, Serravalle
- cantone III di  Pieve di Valdobbiadene
  - Farra, Miane, Sernaglia, Valdobbiadene[14], Vidor[15]

### Distretto IV di  Pordenone
- cantone I di  Pordenone
- cantone II di  Sacile
- cantone III di  Aviano
- cantone IV di  San Vito

### Distretto V di  Spilimbergo
- cantone I di  Spilimbergo
- cantone II di  Travesio
- cantone II di  Maniago
- cantone IV di  Valvasone